# Takamure Itsue
Takamure Itsue (japanisch 高群 逸枝; geboren 18. Januar 1894 in der Präfektur Kumamoto; gestorben 7. Juni 1964) war eine japanische Schriftstellerin, Volkskundlerin und Feministin.

## Leben und Wirken
Takamure Itsue, eine Schriftstellerin, spielte zunächst eine aktive Rolle in Frauenbefreiungsbewegung, widmete sich dann in der zweiten Hälfte ihres Lebens dem Studium der japanischen Ehe- und Frauengeschichte. Kritisch in ihrer Haltung wies sie auf Schwachstellen in der Geschichte der Ehe hin, die Yanagita Kunio publiziert hatte.
Takamure heiratete 1919 Hashimoto Kenzō (橋本 憲三; 1897–1976), der sie bei ihren Forschungen über die Stellung der Frau in der japanischen Geschichte unterstützte. „Ren’ai sōsei“ (恋愛創生) – „Entstehung der Liebe“, mit dem Buch, das sie 1929 veröffentlichte, forderte sie einen „neuen Feminismus“. Das Buch wurde in den frühen 1970er Jahren, also in der sogenannten „zweiten Welle des Feminismus in Japan“, zur Grundlage für eine radikale Feminismus-Theorie.
In den 1930er Jahren schloss Takamure sich mit anderen Feministinnen wie Hiratsuka Raichō zur mit dem Anarchismus sympathisierenden „Musan Fujin Geijutsu Remmei“ (無産芸術連盟) – „Liga der proletarischen Künstlerinnen“ zusammen. Ihre direkte Beteiligung war jedoch nur kurz, und so ist Takamure vor allem für ihre historischen Studien bekannt.
Zu ihren bekanntesten Werken gehören „Bokeisei no kenkyū“ (母系制の研究) – „Forschungen zur Mutterfolge“ aus dem Jahr 1938, „Shōseikon no kenkyū“ (招婿婚の研究) – „Studien zu Heiratsformen“ (1953) und „Josei no rekishi“ (女性の歴史) – „Geschichte der Frauen“, vier Bände, 1954 bis 1958.